# Свободное государство Липпе
Свободное государство Липпе (нем. Freistaat Lippe) — одна из земель Германии в 1918—1947 гг. Территория земли входит сегодня в район Липпе, расположенный в земле Северный Рейн-Вестфалия.

## История
Свободное государство Липпе было образовано в 1918 году на месте княжества Липпе после произошедшей в Германской империи ноябрьской революции и отречения от власти князя Леопольда IV. В декабре 1920 года была принята конституция Свободного государства Липпе.
После прихода к власти нацистов и гляйхшальтунга земель в 1933 году парламент Липпе был распущен и государство фактически утратило суверенитет. После Второй мировой войны территория Липпе оказалась в британской зоне оккупации. В 1946 году британские оккупационные власти восстановили ландтаг Липпе и назначили его членов. В скором времени было принято решение о ликвидации государства Липпе. В 1947 году государство Липпе было ликвидировано и вошло в состав новообразованной земли Северный Рейн-Вестфалия.